# Шарлота фон Насау-Диленбург
Елизабет Шарлота фон Насау-Диленбург-Шаумбург (на немски: Elizabeth Charlotte von Nassau-Dillenburg-Schaumburg; * 28 септември 1673; † 31 януари 1700) е принцеса от Насау-Диленбург-Шаумбург и графиня на Холцапел и чрез женитба първата княгиня на Анхалт-Бернбург-Шаумбург-Хойм.

## Живот
Те е най-малката дъщеря и наследничка на княз Адолф фон Насау-Шаумбург (1629 – 1676) и съпругата му графиня Елизабет Шарлота Меландер фон Холцапфел (1640 – 1707), единствената дъщеря на генерал Петер Меландер фон Холцапел (1589 – 1648).
Елизабет Шарлота се омъжва на 12 април 1692 г. в дворец Шаумбург на Лан за княз Лебрехт фон Анхалт-Бернбург-Шаумбург-Хойм (1669 – 1727), син на княз Виктор I Амадей фон Анхалт-Бернбург. Тя е първата му съпруга. През 1676 г. тя наследява графството Холцапел и господството Шаумбург и се основава линията Анхалт-Бернбург-Шаумбург-Хойм на Насау-Шаумбург.

## Деца
Елизабет Шарлота и княз Лебрехт фон Анхалт-Бернбург-Шаумбург-Хойм имат децата:
- Виктор I Амадей Адолф (1693 – 1772), княз на Анхалт-Бернбург-Шаумбург-Хойм

∞ I. 1714 г. за графиня Шарлота Луиза фон Изенбург-Бюдинген-Бирщайн (1680 – 1739)
∞ II. 1740 г. за графиня Хедвиг София Хенкел фон Донерсмарк (1717 – 1795)
- Фридрих Вилхелм (1695 – 1712), убит при Денен
- Елизабет Шарлота (1696 – 1754)
- Христиан (1698 – 1720), убит при Палермо
- Виктория Хедвиг (1700 – 1701)
- Виктория София (*/† 1704)